# Клифтон (Колорадо)
Клифтон (енгл. Clifton) насељено је место без административног статуса у америчкој савезној држави Колорадо.

## Демографија
По попису из 2010. године број становника је 19.889, што је 2.544 (14,7%) становника више него 2000. године.
| Група             | 2000.          | 2010.          |
| Белци             | 14.271 (82,3%) | 14.870 (74,8%) |
| Афроамериканци    | 96 (0,6%)      | 185 (0,9%)     |
| Азијати           | 68 (0,4%)      | 101 (0,5%)     |
| Хиспаноамериканци | 2.448 (14,1%)  | 4.230 (21,3%)  |
| Укупно            | 17.345         | 19.889         |